# Étoile de Bessèges 2024
L'Étoile de Bessèges -  Tour du Gard 2024, cinquantaquattresima edizione della corsa e valevole come prova dell'UCI Europe Tour 2024 categoria 2.1, si svolse in quattro tappe dal 1º al 4 febbraio 2024 su un percorso di 493,815 km, con partenza da Marguerittes e arrivo a Alès, in Francia. La vittoria fu appannaggio del danese Mads Pedersen, il quale completò il percorso in 11h24'34", alla media di 42,566 km/h, precedendo il francese Kévin Vauquelin e l'italiano Alberto Bettiol.
Sul traguardo di Alès 124 corridori, su 132 partiti da Marguerittes, portarono a termine la competizione.

## Tappe
| Tappa  | Data        | Percorso                            | km      | Vincitore di tappa | Leader cl. generale |
| ------ | ----------- | ----------------------------------- | ------- | ------------------ | ------------------- |
| 1ª     | 31 gennaio  | Bellegarde > Bellegarde             | 160,6   | annullata          | annullata           |
| 2ª     | 1º febbraio | Marguerittes > Rousson              | 163,58  | Axel Laurance      | Axel Laurance       |
| 3ª     | 2 febbraio  | Bessèges > Bessèges                 | 161,11  | Mads Pedersen      | Mads Pedersen       |
| 4ª     | 3 febbraio  | Méjannes-le-Clap > Méjannes-le-Clap | 158,48  | Samuel Leroux      | Mads Pedersen       |
| 5ª     | 4 febbraio  | Alès > Alès (cron. individuale)     | 10,645  | Kévin Vauquelin    | Mads Pedersen       |
| Totale | Totale      | Totale                              | 493,815 |                    |                     |

## Squadre e corridori partecipanti
| N.    | Cod. | Squadra                         |
| ----- | ---- | ------------------------------- |
| 1-7   | EFE  | EF Education-EasyPost           |
| 11-17 | DAT  | Decathlon AG2R La Mondiale Team |
| 21-27 | LTK  | Lidl-Trek                       |
| 31-37 | COF  | Cofidis                         |
| 41-47 | ADC  | Alpecin-Deceuninck              |
| 51-57 | GFC  | Groupama-FDJ                    |
| 61-67 | LTS  | Lotto Dstny                     |
| 71-77 | ARK  | Arkéa-B&B Hotels                |
| 81-87 | UXM  | Uno-X Mobility                  |
| 91-97 | TEN  | TotalEnergies                   |

| N.      | Cod. | Squadra                    |
| ------- | ---- | -------------------------- |
| 101-107 | TUD  | Tudor Pro Cycling Team     |
| 111-117 | TFB  | Team Flanders-Baloise      |
| 121-127 | COR  | Corratec Vini Fantini      |
| 131-137 | BWB  | Bingoal WB                 |
| 141-147 | EKP  | Equipo Kern Pharma         |
| 151-157 | AUB  | St Michel-Mavic-Auber93    |
| 161-167 | VRR  | Van Rysel-Roubaix          |
| 171-177 | UCN  | CIC U Nantes Atlantique    |
| 181-187 | NMC  | Nice Métropole Côte d'Azur |

## Dettagli delle tappe

### 1ª tappa
- 31 gennaio: Bellegarde > Bellegarde – 160,6 km

Annullata per le proteste degli agricoltori.

### 2ª tappa
- 1º febbraio: Marguerittes > Rousson – 163,58 km

Risultati
| Pos. | Corridore       | Squadra | Tempo    |
| ---- | --------------- | ------- | -------- |
| 1    | Axel Laurance   | Alpecin | 3h57'10" |
| 2    | Mads Pedersen   | Lidl    | s.t.     |
| 3    | Kévin Vauquelin | Arkéa   | s.t.     |

| Pos. | Corridore       | Squadra | Tempo    |
| ---- | --------------- | ------- | -------- |
| 1    | Axel Laurance   | Alpecin | 3h57'00" |
| 2    | Mads Pedersen   | Lidl    | a 4"     |
| 3    | Kévin Vauquelin | Arkéa   | a 6"     |

### 3ª tappa
- 2 febbraio: Bessèges > Bessèges – 161,11 km

Risultati
| Pos. | Corridore     | Squadra | Tempo    |
| ---- | ------------- | ------- | -------- |
| 1    | Mads Pedersen | Lidl    | 3h43'54" |
| 2    | Milan Menten  | Lotto   | s.t.     |
| 3    | Rasmus Tiller | Uno-X   | s.t.     |

| Pos. | Corridore       | Squadra | Tempo    |
| ---- | --------------- | ------- | -------- |
| 1    | Mads Pedersen   | Lidl    | 7h40'48" |
| 2    | Axel Laurance   | Alpecin | a 6"     |
| 3    | Kévin Vauquelin | Arkéa   | a 12"    |

### 4ª tappa
- 3 febbraio: Méjannes-le-Clap > Méjannes-le-Clap – 158,48 km

Risultati
| Pos. | Corridore        | Squadra   | Tempo    |
| ---- | ---------------- | --------- | -------- |
| 1    | Samuel Leroux    | Van Rysel | 3h28'32" |
| 2    | Stefan Bissegger | EF        | s.t.     |
| 3    | Dries De Bondt   | AG2R      | s.t.     |

| Pos. | Corridore       | Squadra | Tempo     |
| ---- | --------------- | ------- | --------- |
| 1    | Mads Pedersen   | Lidl    | 11h09'22" |
| 2    | Axel Laurance   | Alpecin | a 6"      |
| 3    | Kévin Vauquelin | Arkéa   | a 12"     |

### 5ª tappa
- 4 febbraio: Alès > Alès – Cronometro individuale – 10,645 km

Risultati
| Pos. | Corridore       | Squadra | Tempo  |
| ---- | --------------- | ------- | ------ |
| 1    | Kévin Vauquelin | Arkéa   | 15'02" |
| 2    | Mads Pedersen   | Lidl    | a 10"  |
| 3    | Alberto Bettiol | EF      | a 12"  |

| Pos. | Corridore       | Squadra | Tempo     |
| ---- | --------------- | ------- | --------- |
| 1    | Mads Pedersen   | Lidl    | 11h24'34" |
| 2    | Kévin Vauquelin | Arkéa   | a 2"      |
| 3    | Alberto Bettiol | EF      | a 32"     |

## Evoluzione delle classifiche
| Tappa              | Vincitore          | Classifica generale Maglia ocra | Classifica a punti Maglia gialla | Classifica scalatori Maglia azzurra | Classifica giovani Maglia bianca | Classifica a squadre            |           |
| ------------------ | ------------------ | ------------------------------- | -------------------------------- | ----------------------------------- | -------------------------------- | ------------------------------- | --------- |
| 1ª                 | annullata          | annullata                       | annullata                        | annullata                           | annullata                        | annullata                       | annullata |
| 2ª                 | Axel Laurance      | Axel Laurance                   | Axel Laurance                    | Jean-Louis Le Ny                    | Axel Laurance                    | Groupama-FDJ                    |           |
| 3ª                 | Mads Pedersen      | Mads Pedersen                   | Mads Pedersen                    | Jonas Abrahamsen                    | Axel Laurance                    | Groupama-FDJ                    |           |
| 4ª                 | Samuel Leroux      | Mads Pedersen                   | Mads Pedersen                    | Jonas Abrahamsen                    | Axel Laurance                    | Decathlon AG2R La Mondiale Team |           |
| 5ª                 | Kévin Vauquelin    | Mads Pedersen                   | Mads Pedersen                    | Jonas Abrahamsen                    | Kévin Vauquelin                  | Decathlon AG2R La Mondiale Team |           |
| Classifiche finali | Classifiche finali | Mads Pedersen                   | Mads Pedersen                    | Jonas Abrahamsen                    | Kévin Vauquelin                  | Decathlon AG2R La Mondiale Team |           |

Maglie indossate da altri ciclisti in caso di due o più maglie vinte
- Nella 3ª tappa Mads Pedersen ha indossato la maglia gialla al posto di Axel Laurance e Kévin Vauquelin ha indossato quella bianca al posto di Axel Laurance.
- Nella 4ª tappa Benoît Cosnefroy ha indossato la maglia gialla al posto di Mads Pedersen.
- Nella 5ª tappa Samuel Leroux ha indossato la maglia gialla al posto di Mads Pedersen.

## Classifiche finali

### Classifica generale - Maglia ocra
| Pos. | Corridore              | Squadra  | Tempo     |
| ---- | ---------------------- | -------- | --------- |
| 1    | Mads Pedersen          | Lidl     | 11h24'34" |
| 2    | Kévin Vauquelin        | Arkéa    | a 2"      |
| 3    | Alberto Bettiol        | EF       | a 32"     |
| 4    | Ben Healy              | EF       | a 43"     |
| 5    | Rémy Rochas            | Groupama | a 51"     |
| 6    | Aurélien Paret-Peintre | AG2R     | s.t.      |
| 7    | Alex Baudin            | AG2R     | a 54"     |
| 8    | Jenno Berckmoes        | Lotto    | a 56"     |
| 9    | Brent Van Moer         | Lotto    | a 58"     |
| 10   | Kevin Geniets          | Groupama | a 59"     |

### Classifica a punti - Maglia gialla
| Pos. | Corridore       | Squadra   | Punti |
| ---- | --------------- | --------- | ----- |
| 1    | Mads Pedersen   | Lidl      | 72    |
| 2    | Kévin Vauquelin | Arkéa     | 42    |
| 3    | Axel Laurance   | Alpecin   | 37    |
| 4    | Samuel Leroux   | Van Rysel | 35    |
| 5    | Alberto Bettiol | EF        | 30    |

### Classifica scalatori - Maglia azzurra
| Pos. | Corridore        | Squadra    | Punti |
| ---- | ---------------- | ---------- | ----- |
| 1    | Jonas Abrahamsen | Uno-X      | 42    |
| 2    | Jean-Louis Le Ny | Nice Métr. | 16    |
| 3    | Alexis Gougeard  | Cofidis    | 14    |
| 4    | Simon Carr       | EF         | 14    |
| 5    | Dries De Bondt   | AG2R       | 12    |

### Classifica giovani - Maglia bianca
| Pos. | Corridore       | Squadra | Punti     |
| ---- | --------------- | ------- | --------- |
| 1    | Kévin Vauquelin | Arkéa   | 11h24'36" |
| 2    | Alex Baudin     | AG2R    | a 52"     |
| 3    | Jenno Berckmoes | Lotto   | a 54"     |
| 4    | Axel Laurance   | Alpecin | a 1'01"   |
| 5    | Alec Segaert    | Lotto   | a 1'29"   |

### Classifica a squadre
| Pos. | Squadra                         | Tempo     |
| ---- | ------------------------------- | --------- |
| 1    | Decathlon AG2R La Mondiale Team | 34h16'26" |
| 2    | Groupama-FDJ                    | a 24"     |
| 3    | Lotto Dstny                     | a 41"     |
| 4    | EF Education-EasyPost           | a 53"     |
| 5    | Cofidis                         | a 1'55"   |